# Tierra 2
Earth 2, conocida en español como Tierra 2, es una serie de televisión estadounidense de ciencia ficción que se emitió en la NBC desde el 6 de noviembre de 1994 al 4 de junio de 1995. La serie se canceló después de una temporada de 22 episodios. Narraba la expedición de un pequeño grupo llamado Proyecto Edén, con la intención de colonizar un planeta similar a la Tierra, llamado G889, en un intento por encontrar una cura a una enfermedad llamada "síndrome".
La serie fue creada por Michael Duggan, Carolina Flint, Mark Levin, y Billy Ray, producida por Amblin Entertainment y NBC Universal Television Studio, y filmada principalmente en el norte de Nuevo México, en el área de Santa Fe. La música fue compuesta por David Bergeaud, y los productores ejecutivos eran Michael Duggan, Mark Levin, y Carol Flint.

## Historia
En el año 2192, la mayor parte de la población humana ha huido de la Tierra para vivir en grandes estaciones espaciales orbitales. Solo un pequeño número de seres humanos permanecen en la superficie del planeta, ya que este se ha vuelto inhabitable en su mayor parte. Ulises Adair, hijo de la multimillonaria Devon Adair, ha contraído una enfermedad rara pero mortal, llamada "el síndrome", cuya existencia no es reconocida por el gobierno ni la comunidad médica. Se cree que esta enfermedad, que afecta solo a los niños, es provocada por la falta de interacción con un entorno natural similar a la Tierra. La mayoría de los niños que nacen con la enfermedad no viven más allá de los nueve años.
Desesperada por salvar a su hijo, Devon reúne un grupo de pioneros para llevar a cabo el "Proyecto Edén", el objetivo es colonizar G889, un planeta a 22 años-luz de distancia de la Tierra, que demuestra tener una atmósfera y ecosistema virtualmente idéntico al que originalmente poseía este mundo; allí otras familias con miembros afectados por la enfermedad podrán establecerse con la esperanza que este ambiente ayude a los niños a sobrevivir y reponerse. 
Sin embargo, el gobierno se opone a la creación de esta colonia. Horas antes de que el grupo de Adair comience el viaje, una bomba es descubierta, programada para explotar una hora después de partir. El Proyecto Edén despega inmediatamente, lanzando la bomba al espacio antes de la detonación, y todos sus miembros entran en hibernación. Veintidós años más tarde, la nave llega a G889, pero un accidente provoca que se estrelle en el lado opuesto del planeta. Con su grupo disperso y escasos suministros, Devon comienza la travesía hacia el oeste, hasta el lugar de aterrizaje inicialmente previsto, donde fundarán Nueva Pacífica. 
Durante su travesía, Adair y sus compañeros descubren que el Consejo, una facción del gobierno que ejerce el poder en las estaciones espaciales, había enviado con anterioridad a otros grupos de humanos con el propósito de explorar y controlar el nuevo mundo. Sin embargo sus planes fracasaron cuando no fueron capaces de eliminar a los nativos del planeta, una raza llamada Terrianos, que posee una misteriosa simbiosis con la tierra. Cuando el hijo de Devon es curado por los Terrianos para tener a través de él un contacto con los humanos y comienza a exhibir gracias a ello algunas de sus características únicas, él se convierte así en la clave ansiada por el Consejo para la conquista del planeta.

## Reparto
- Debrah Farentino – Devon Adair
- Joey Zimmerman – Ulises Adair
- Clancy Brown – John Danziger
- J. Madison Wright – True Danziger
- Sullivan Walker – Yale
- Jessica Steen – Dra. Julia Heller
- Rebecca Gayheart – Bess Martin
- John Gegenhuber – Morgan Martin
- Antonio Sabato, Jr. – Alonzo Solace
- Richard Bradford – Comandante Broderick O'Neill
- Terry O'Quinn – Reilly
- Tim Curry – Gaal
- Jeff Kober – Z.E.D.
- Rockmond Dunbar – Baines
- Roy Dotrice – Elder
- Virginia Madsen – Pareja de baile de Alonzo
- Kelli Williams – Mary
- Walter Norman – Walman
- Marcia Magus – Magus
- Tierre Turner – Zero
- Kirk Trutner – Cameron

## Personajes
Devon Adair
La multimillonaria que dirige la expedición y madre de Uly, quien está afectado por el síndrome. Como líder, intenta ejercer su responsabilidad ante el grupo frente a los obstáculos que encuentran, al tiempo que asume la posibilidad de que su hijo no sobreviva a su enfermedad. Poco después de su llegada al planeta los terrianos se llevan a su hijo y gracias a la mediación de Alonzo logra entender que actúan por temor a los humanos y como los trataron los colonos anteriores. Cuando los terrianos se llevan a su hijo Devon se compromete en un juramento para hacer lo que ellos deseen si devuelven a Uly y los terrianos más allá de eso también curan el síndrome por lo que Devon acepta ayudarlos cuando lo pidan.
Ulises Adair
Apodado Uly, es el hijo de Devon, de ocho años de edad. Nació con el síndrome, una enfermedad que obligó a su madre a buscar un planeta con acceso a aire fresco, agua limpia y sol donde poder criarlo. Su llegada a G889 y su conexión con los Terrianos es una de las claves para la colonización del mundo y es un tema recurrente en la serie. Cuando es raptado por los terrianos su madre se compromete a ayudarlos cuando lo pidan a cambio de su liberación. Los terrianos lo liberan, curan el síndrome y crean una conexión entre él y su raza que con el tiempo lo convertirá en un emisario suyo con facultades como las de ellos.
John Danziger
Anteriormente era uno de los trabajadores contratados a bordo de la estación espacial desde la que parte la expedición. Su hija es lo más importante para él, aunque también asume el papel de protector del grupo. Mientras que Devon es la líder oficial del grupo, John es un líder tácito con autoridad natural y conocimientos que ayudan a la comunidad a sobrevivir en este nuevo ambiente. Ocasionalmente actúa como una figura paterna para Uly, aconsejándolo y enseñándole cosas que no ha podido aprender al estar impedido físicamente por el Síndrome.
True Danziger
La hija de diez años de John Danziger. Inicialmente siente celos y antipatía por Uly, pero con el tiempo crece entre ellos una estrecha amistad. Inicialmente muestra comportamientos egoístas y negligentes como molestar a Uly o adoptar una criatura venenosa como mascota, siente gran recelo contra los terrianos ya que razona que por su aspecto desagradable obligatoriamente deben ser exterminados, tras hacer amistad con un sobreviviente de una expedición anterior que esclavizaba y torturaba terrianos logra recapacitar y ayuda a escapar y vengarse a los prisioneros.
Yale
Un exconvicto convertido en cyborg cuya memoria ha sido borrada. Su comportamiento ha sido modificado gracias a un programa del gobierno donde se tomaba a criminales condenados y se les sometía a modificaciones físicas y mentales con el propósito de convertirlos en tutores para hijos de familias adineradas. Posee una personalidad amable y tranquila con una actitud espiritual y servicial, aunque el resto lo ve con cierto recelo ya que temen que enloquezca. Fue el encargado de la crianza de Devon en su infancia y aunque el proyecto que lo creó falló, ya que todos los individuos enloquecieron y debieron ser retirados y desactivados, los padres de Devon prefirieron esperar que mostrara algún comportamiento anómalo antes de entregarlo ya que su hija se había encariñado con él, sin embargo esto nunca sucedió por lo que ha estado toda su vida al servicio de la joven. Cumple la función de mayordomo de la familia Adair y guía espiritual de los colonos, oficiando ceremonias como matrimonios y funerales, sin embargo, a pesar de su rechazo a la violencia en ocasiones demostraba involuntariamente habilidades más que notables en el combate y uso de armas. Tras llegar al planeta recupera parte de su memoria original recordándose como parte de un equipo subversivo de secuestradores que en último momento decidió matar a sus camaradas para salvar la vida de los rehenes; según parece, el hecho de ser originalmente una persona bondadosa, es lo que evitó que perdiera la cordura tras ser modificado.
Doctora Julia Heller
La médica del grupo, cuya inteligencia ha sido mejorada gracias a alteraciones genéticas. Los colonos descubren más tarde que es una agente del Consejo. Tiene como misión informar al Consejo todo lo que descubran y mantenerlos al tanto de la actividad terriana, los descubrimientos que haga la expedición y sobre todo las capacidades que Uly desarrolle. Sin embargo, cuando las exigencias de sus superiores se vuelven poco éticas, empieza a desobedecerlos. Desarrolla fuertes sentimientos por Alonzo, pero cree que la manipulación genética, de la que fue objeto, es un impedimento para tener una relación.
Morgan Martin
Un funcionario del gobierno encargado de supervisar el Proyecto Edén. Es un hombre altanero e histérico cuyo mayor interés es ver las posibles ganancias y beneficios que puede obtener en este nuevo mundo. Carece totalmente de habilidades para sobrevivir en un ambiente silvestre por lo que en más de una ocasión acaba metido en problemas. A medida que avanza la historia comienza a cambiar sus valores y aprende a enfrentar y solucionar sus errores y a desarrollar más empatía hacia los otros.
Bess Martin
Esposa de Morgan Martin, una mujer hermosa que en un primer encuentro da la impresión de ser materialista, superficial y preocupada solo por la apariencia, casi como un estereotipo de esposa trofeo; sin embargo al conocerla mejor se revela que es muy lejana a esta imagen. Es la única del grupo que creció en las minas de la Tierra, su carácter es fuerte y se aferra a sus creencias, encarando a cualquiera que crea que esté en un error. Esto la lleva en muchas ocasiones a discutir con su materialista esposo, quien en ocasiones no ve problemas en poner los beneficios obtenidos o la reputación por sobre lo ético o correcto, a pesar de esto ambos se aman genuinamente y valoran su relación más que nada.
Alonzo Solace
Un piloto con sueño ligero, mucho más viejo de lo que parece ya que ha estado en hibernación muchas más ocasiones que el resto de las personas. Durante el aterrizaje se rompe una pierna y aunque la gente en esa época ha desarrollado medicamentos que aceleran la cicatrización Alonzo se saltó las vacunas óseas y posee un metabolismo normal, por lo que gran parte de la historia permanece postrado mientras Julia busca una forma de acelerar su recuperación. Posee la extraña cualidad de ser incapaz de soñar, esto parece ser indicio de algo más, ya que tras conocerlo los terrianos se conectan con su mente y lo usan como emisario con los humanos aunque a diferencia de Uly no se le otorgan habilidades. Al cabo de un tiempo, se convierte en interés amoroso de la Dra. Heller.
Reilly
El contacto de Heller con el Consejo; trata de localizar al grupo y usar a Uly en su beneficio.
Cero
Un androide bípedo que acompaña a la tripulación, capaz de realizar múltiples tareas.
Gaal
Un humano que lleva años viviendo en G889 y que conocieron en el planeta tras iniciar su viaje quien aseguraba ser sobreviviente de un choque anterior al Proyecto Eden. Se presenta ante ellos después del aparente fallecimiento del Comandante y los ayuda a rescatarlo cuando descubren que solo se trataba de un caso de catalepsia inducida por el veneno de un animal. Posteriormente él mismo lo asesina cuando este comienza a sospechar que todo se trata de una mentira. Se trata en realidad del sobreviviente de un antiguo proyecto de colonización y apropiación anterior ideado por el Consejo. Desde ese día se ha dedicado a esclavizar terrianos y hacerlos trabajar para él. Consciente del odio de True por los nativos la convence de que lo ayude y le enseña que el secreto para dominarlos radica en el collar de huesos de terriano que usa. Tras algún tiempo la muchacha comprende su error y durante el enfrentamiento entre los colonos y Gaal libera a los esclavos y destruye el collar por lo que estos pueden tomar venganza y asesinarlo.
Mary
Niña originaria de la expedición enviada anteriormente por el Consejo, tras una tragedia donde solo ella sobrevivió fue encontrada y criada por los terrianos, quienes compartieron sus poderes y habilidades con ella. Cuando la expedición se encuentra con ella prácticamente ya no es humana, actúa, piensa y habla como otro terriano más, lo que obliga a los nativos a recurrir a Alonzo y Uly para entablar comunicación ya que en Mary no había humanidad con que establecer algún contacto. Aun así se le llevó a convivir algún tiempo con los humanos, generando un vínculo especialmente cercano con Alonzo. Cuando los actos negligentes de Morgan enfurecen a los terrianos, éstos exigen les sea entregado el culpable para ser ejecutado, pero los miembros de la expedición deciden entregar a Yale, por considerarlo prescindible; sin embargo Mary en un brote de humanidad lo rescata en secreto y devuelve a Devon, para su desgracia los terrianos consideran esto una traición y la despojan de sus poderes y exilian de la tribu, aun así se niega a reconocerse como una humana e integrarse a la expedición, por lo que parte por su cuenta.
Terrianos
Una forma de vida humanoide nativa de G889, no llevan ropa y poseen una gruesa piel rugosa; se dejan ver rara vez a pesar de que existe un gran número de ellos en el planeta, cada uno posee un cayado con un ornaje personalizado y poseen la habilidad de moverse "nadando" por tierra con su voluntad como si fuese agua, también tienen intensos poderes psíquicos y empáticos junto a muchas habilidades que aun son desconocidas, a pesar de su telepatía se comunican entre sí con sonidos muy similares a los de los delfines o ballenas, aunque entre los de su misma especie esto es prácticamente innecesario ya que comparten casi una sola consciencia colectiva, para la comunicación con los humanos prefieren hablar a través de sueños o usar humanos con quienes compartes sus poderes; según una versión de Uly proveniente del futuro, los terrianos no poseen deseos ni emociones como los anhelos o el deseo, lo que limita los usos que pueden dar a sus poderes a diferencia de los humanos a quienes se los otorgaron quienes gracias a sus emociones incluso pueden viajar en el tiempo. Un terriano es fiel a su especie por sobre todo y jamás se agreden entre sí, por ello Gaal utilizaba un collar de huesos de terriano para evitar que sus esclavos se sublebaran. Su función es mantener el orden equilibrio en el planeta, supervisan todas las áreas y se encargan que nada altere este equilibrio. A la llegada del Proyecto Edén temían que se repitiera la historia de las expediciones enviadas por el Consejo quienes se mostraron hostiles crueles, aun así decidieron dar el beneficio de la duda a la expedición y como muestra de esto tomaron a Uly y lo transformaron en un emisario, curando el Síndrome a cambio de la promesa de Devon de que los ayudaría siempre que lo necesitaran.

## La vida en G889
El paisaje y el clima de la zona donde se estrella la nave parece muy similar al de los climas más duros de la Tierra. El agua es escasa, y abundan las formaciones rocosas parcialmente cubiertas por matorral. En este entorno, tres especies alienígenas diferentes son descubiertas por Devon Adair y su grupo. 
Grendlers
Poco después de su llegada, los colonos entran en contacto con una raza de monstruos semi-inteligentes llamados Grendlers, que recolectan y comercian con casi cualquier objeto que encuentren. Su saliva tiene propiedades curativas.
Terrianos
Al explorar más a fondo, el grupo se encuentra con una especie subterránea, los Terrianos, que parecen tener una relación simbiótica con el planeta y solo pueden comunicarse con los colonos a través de los sueños. 
Kobas
Pequeñas criaturas parecidas a monos con una piel de cuero y ojos grandes. Los Kobas poseen garras afiladas, que usan como dardos para incapacitar a sus presas. Una vez alcanzado por una garra de Koba, la víctima entra en un coma cercano a la muerte durante dos o tres días, pero despierta sin daño permanente. 

## Aspectos destacados
Tierra 2 es la primera serie de ciencia ficción protagonizada por una mujer como comandante y líder de la misión.
La trama general de la serie y varios elementos individuales exploran la hipótesis de Gaia, principalmente a través del síndrome, sus efectos en muchos niños, y la curación posterior de la enfermedad después de que el Proyecto Edén llegue a G889.
Durante la serie, también se trataron varios temas políticos y sociales. La relación de los Terrianos con el planeta y los colonos refleja la historia real de las colonias, las poblaciones indígenas y la esclavitud.
En el episodio "The enemy within", Julia es abandonada por el grupo a causa de su traición, abordando brevemente qué castigos son morales o inhumanos. Otro aspecto de esta cuestión se trata en "The man who fell to Earth", cuando el grupo se reúne un hombre llamado Gaal que dice ser un astronauta, pero luego se revela como convicto que había sido abandonado en G889; surgen preguntas en cuanto a las motivaciones del Consejo y su derecho a usar el planeta como colonia penal.